# No Such Thing (singel Johna Mayera)
No Such Thing to pierwszy singel amerykańskiego muzyka Johna Mayera z albumu Inside Wants Out wydanego w niezależnej produkcji w 1999 roku. No Such Thing ukazał się dopiero po podpisaniu kontraktu z Columbia Records w 2002 roku.
Piosenka uplasowała się na 13 miejscu Billboard Hot 100 i na 11 miejscu Hot Adult Contemporary Recurrents.

## Lista utworów
1. "No Such Thing" - 3:51
2. "My Stupid Mouth" - 3:45
3. "Lenny" (Live w the X Lounge) (Stevie Ray Vaughan)
4. "The Wind Cries Mary" (Live w the X Lounge) (Jimi Hendrix)